# واين توماس (لاعب كرة قدم)
واين توماس (بالإنجليزية: Wayne Thomas)‏ هو لاعب كرة قدم بريطاني، ولد في 2 سبتمبر 1958 في كوفنتري في المملكة المتحدة. لعب مع هانوفر 96.

## وصلات خارجية
- واين توماس على موقع قاعدة بيانات كرة القدم.إي يو (الإنجليزية)